# O Sul é o Meu País
O Sul é o Meu País ("Le sud est mon pays") est un mouvement sécessionniste et indépendantiste du sud du Brésil.
Le pays proposé, "Sul" est constitué de 3 régions brésiliennes (Paraná, Rio Grande do Sul et Santa Catarina) au nord de L'Uruguay.
Le groupe indépendantiste cite le concept d'autodétermination des peuples comme une motivation pour l'autonomie de la région. D'autres raisons citées par les organisateurs du mouvement incluent des facteurs culturels, politiques et économiques parmi lesquels une insatisfaction à l'égard de la charge fiscale pesant sur les États. L'historien Gilmar Arruda soutient que les soi-disant différences régionales et culturelles sur lesquelles le mouvement serait fondé ne présentent pas de distinction significative par rapport au reste du pays. Selon le sociologue Fernando Schuler, il existe "d'énormes différences culturelles" entre la région sud et la région tropicale du Brésil, et les revendications du mouvement sont "valables", bien que "invivables".

Drapeau proposé